# Oblężenie Lubusza
Oblężenie Lubusza (lub Lubuszy) – miało miejsce w dniach 19–20 sierpnia 1012. Pograniczny gród Lubusz (lub Lubusza), został zaatakowany i zniszczony w 1012 przez Bolesława Chrobrego, który wobec niedojścia do skutku wyprawy saskiej na Polskę w tymże roku, przejął inicjatywę w wojnie. W 1013 zawarto pokój, na mocy którego książę polski otrzymywał od króla niemieckiego Henryka II Milsko i Łużyce w formie osobistego lenna.